# Tordenc alabrú
El tordenc alabrú (Turdoides plebejus) és un ocell de la família dels leiotríquids (Leiothrichidae).

## Hàbitat i distribució
Habita garrigues, sotabosc i sabana amb acàcies al Senegal, Gàmbia, sud de Mauritània, sud-oest de Mali, Burkina Faso, Guinea Bissau, Guinea, Sierra Leone, Costa d'Ivori, Ghana, Togo, Benín, Nigèria, sud de Níger, Camerun, República Centreafricana, sud del Txad, centre del Sudan, Sudan del Sud i sud-oest d'Etiòpia, cap al sud al nord-est de la República Democràtica del Congo, Uganda i nord-oest de Kenya.